# دهستان ذیلابی
دهستان ذیلابی یکی از دهستان‌های شهرستان مسجدسلیمان در استان خوزستان ایران است که در بخش عنبر قرار دارد.

## جمعیت
براساس سرشماری مرکز آمار ایران در سال ۱۳۹۵، جمعیت دهستان ذیلابی ۷۸۳ نفر (در ۲۵۶ خانوار) بوده‌است.